# Enrique López Delgado
Enrique López Delgado, més conegut com a Kike López, (Salamanca, 12 de gener de 1988) és un futbolista castellanolleonès, que ocupa la posició de davanter. Actualment juga a la Unió Esportiva Eivissa, després d'haver jugat una temporada al Club Esportiu Atlètic Balears.

## Trajectòria esportiva
Format al planter del Reial Valladolid, va arribar a jugar sis partits amb el primer equip. Després de ser cedit al Polideportivo Ejido, el 2009 fou traspassat a la UD Salamanca. Dos anys després, l'any 2011, fitxà pel Vila-real B i el 2012 pel CD Tenerife. A l'equip canari no aguantà la temporada, i el mateix any 2012 fitxà per l'AD Alcorcón.